# Sublime Society of Beef Steaks

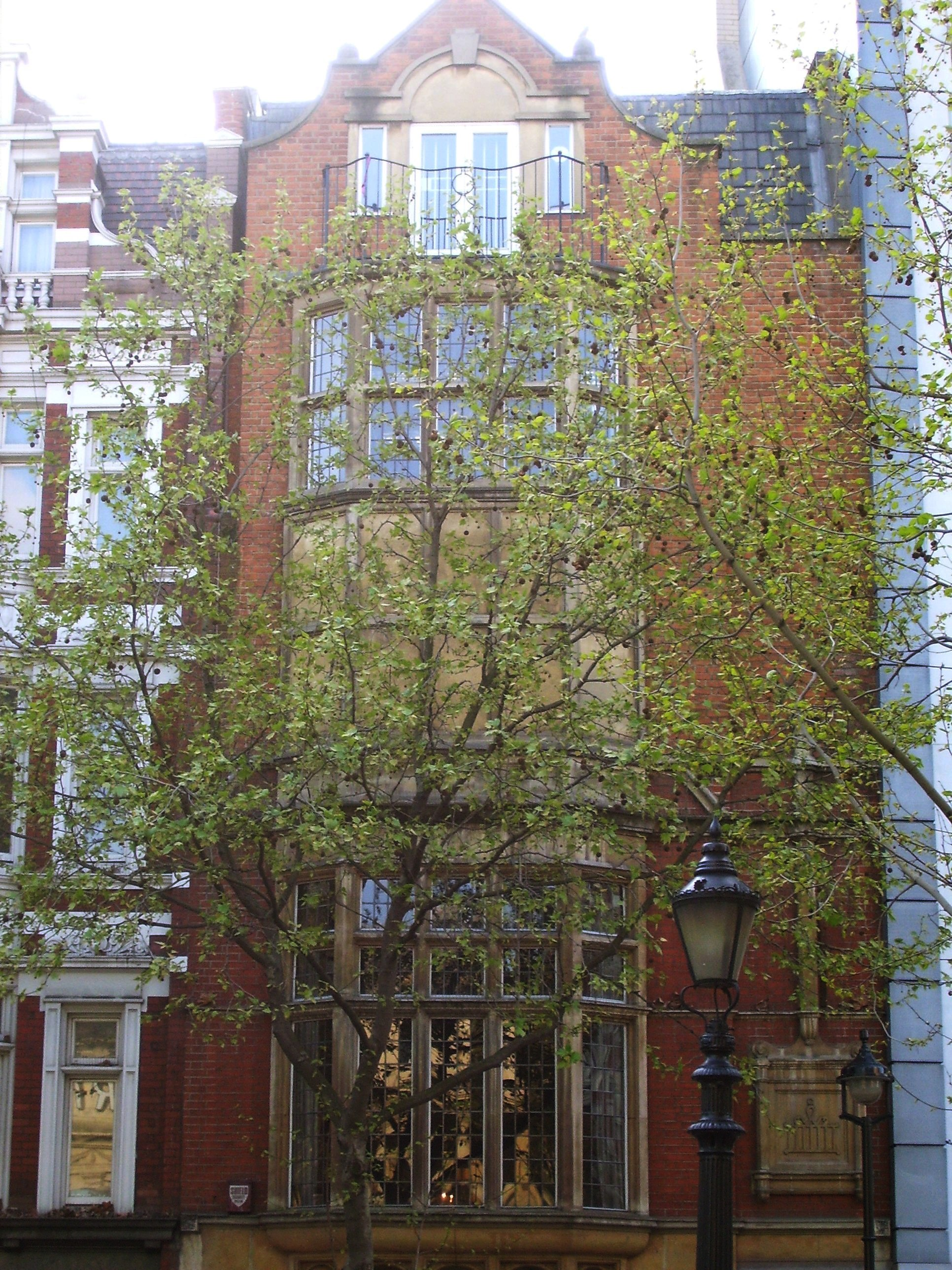
L'actuel Beefsteak Club, Irving Street, Londres

Le Sublime Society of Beef Steaks (littéralement, la « Sublime société des biftecks ») est un ancien gentlemen's club britannique fondé en 1735 à Londres et disparu en 1867. 
Un Beefsteak Club a ensuite été fondé en 1876, à Londres, et se réclamant du premier ; il existe toujours.

## Histoire

### Un premier club
Il semblerait que vers 1705, à Londres, soit apparu un premier gentlemen's club appelé Beef-Stake Club, Beef-Steak Clubb ou Honourable Beef-Steak Club, composé de membres dissidents du Kit-Cat Club, et où l'on comptait entre autres John Vanbrugh et l'acteur Richard Estcourt (1668–1712), tous assez proches du whig. Leur emblème comportait un gril, allusion à leur devise qui prônait « desirous of proving substantial beef was as prolific a food for an English wit as pies and custards for a Kit-cat beau ». Ils eurent d'abord l'habitude de se réunir à l'Imperial Phiz, un public house situé dans le quartier d'Old Jewry (Cité de Londres), puis, à partir de 1709, recherchèrent un endroit plus intime, à ce jour inconnu. Joseph Addison les cite dans The Spectator en 1711 comme toujours actifs. L'historien Colin J. Horne estime que ce club disparaît en 1712, avec la mort de Richard Estcourt.

### La Sublime Société
En 1735, le metteur en scène John Rich fonde The Sublime Society of Steaks au sein même du théâtre royal de Covent Garden dont il est le directeur. L'idée lui serait venue lors d'un dîner en compagnie de Charles Mordaunt de Peterborough, au cours duquel Rich servit un excellent steak grillé, si bon, qu'ils décidèrent de renouveler ce festin chaque semaine et de s'appeler The Steaks. Une autre version de l'histoire raconte que l'idée du club serait venue du peintre George Lambert, chargé pour le théâtre des décors de scène, qui était tellement débordé qu'il prenait ses repas dans son atelier, s'y faisant griller un steak à la bonne franquette, y conviant même les visiteurs. Quoi qu'il en soit, Rich et Lambert semblent être les deux premiers membres attestés de ce « club », mot qui n'est au début pas employé par les fondateurs. On y compte bientôt 24 membres, mais aucune femme. Au bout de quelques séances, l'appellation « Beefsteak Club » devint l'usage. Parmi les autres membres fondateurs dont on possède la liste grâce au registre conservé, on compte le peintre William Hogarth et de nombreux autres comédiens, peintres, musiciens, tels que l'acteur Lacy Ryan (1794-1760), l'avocat Ebenezer Forrest, Robert Scott, Thomas Chapman, le comédien irlandais Dennis Delane (mort en avril 1760), John Thornhill (fils de James Thornhill et beau-frère d'Hogarth), Francis Niveton, le capitaine de navire William Saunderson (mort en 1754), Richard Mitchell, le fabricant de meubles John Boson, Henry Smart, John et William Huggins, Hugh Watson, Edmund Tuffnell, le ténor Thomas Salway, Charles Neale, Charles Latrobe, Alexander Gordon, William Tathall, et Gabriel Hunt ; la plupart de ces hommes restent à ce jour inconnus.
Le jour de réunion était le samedi, entre novembre et juin, en fin de journée, et le lieu demeura longtemps le théâtre de Covent Garden ; en 1793, y avait été inauguré un espace réservé au club et décoré pour l'occasion. Après l'incendie du théâtre en 1808, l'assemblée émigra vers le Bedford Coffee House, puis en 1810, au Lyceum Theatre ; quand le Lyceum brûla en 1830, on retourna au Bedford Coffee House jusqu'à la réouverture du théâtre en 1838 qu'ils réintégrèrent jusqu'à la fin. Au menu, des steaks et du porto, accompagnés de pommes de terre aux oignons, suivis par du fromage ; à la fin des agapes, le cuisinier débarrassait la table et recevait de chacun le prix du repas. La soirée se terminait par des chants et des discussions très bruyants. Tous devaient revêtir un uniforme, aux armes du club ; boutons et cols en portaient les insignes qui représentaient un gril, entouré de la devise « Beef Steak and Liberty », et la date, 1735. Sous l'époque victorienne, on cessa de porter l'uniforme et les réunions commencèrent de plus en plus tard, vers 20 heures (au lieu des 16 heures, quelques décennies plus tôt).
Au fil des années, d'autres membres prestigieux venaient remplacer les fondateurs décédés : on compte par exemple les peintres Francis Hayman et Thomas Hudson, et surtout des membres de l'aristocratie, comme le prince de Galles en 1785, et lord Sandwich. Le journaliste polémiste John Wilkes fut admis en 1754, et se querella avec Hogarth, Samuel Johnson rejoignit le club en 1780, l'acteur John Philip Kemble, en 1805.
En 1815, le poète Charles Morris (1745-1838) fut consacré barde officiel du club, il composa de nombreuses chansons.
En 1867, le club ne compte plus que 18 membres et les dîners ne sont plus hebdomadaires. Deux ans plus tard, l'association est dissoute et les biens et meubles sont vendus aux enchères chez Christie's.

### Autres clubs éponymes
En 1749, Thomas Sheridan fonde un « Beefsteak Club » à Dublin au Theatre Royal, une association dont la première présidente est l'actrice Peg Woffington.
De nombreux clubs émergent entre la deuxième moitié du XVIIIe siècle et le fin du XIXe siècle, empruntant soit le même nom, soit le logo, un gril (en anglais a gridiron). Ce sont pour la plupart des diner's clubs comme le Gridiron's Club fondé en 1884 par des étudiants de l'université d'Oxford ; un Gridiron's Club est fondé à Washington l'année suivante et existe encore.

### Le successeur de la Sublime Société
Après la disparition de la Sublime Society of Steaks en 1867, l'acteur Henry Irving, propriétaire du Lyceum Theater, décide à partir de 1878 d'organiser des dîners dans l'ancienne salle sous les combles qui servait autrefois au club et où étaient conservées quelques reliques. Informel, le Beefsteak Club d'Irving  réunissait des personnalités comme W. S. Gilbert, Henry Du Pré Labouchère, John Lawrence Toole, et Bram Stoker ; les réunions s'arrêtèrent en 1905, à la mort d'Irving, puis reprirent après la guerre. Le siège devint alors celui du Irish Club, 9 Irving Street, où sont conservés de nombreux objets ayant appartenu au club originel. Les membres d'office sont en principe des descendants des membres du club fondé autrefois par John Rich. Il possède un site internet protégé par un mot de passe.